# Nova Era (Minas Gerais)
Nova Era est une municipalité brésilienne de l'État du Minas Gerais et la Microrégion d'Ipatinga.